# بيلي سلاتر (لاعب دوري الرغبي)
بيلي سلاتر (بالإنجليزية: Billy Slater)‏ هو لاعب دوري الرغبي أسترالي، ولد في 18 يونيو 1983 في Nambour ‏ في أستراليا.